# Wissarion Szebalin
Wissarion Jakowlewicz Szebalin (ros. Виссарио́н Я́ковлевич Шебали́н; ur. 29 maja?/11 czerwca 1902 w Omsku, zm. 28 maja 1963 w Moskwie) – kompozytor, pedagog i dyrygent radziecki. 

## Życiorys
Rodzice jego byli nauczycielami. Naukę muzyki rozpoczął w klasie fortepianu szkoły Rosyjskiego Towarzystwa Muzycznego w Omsku. Po ukończeniu gimnazjum w 1919 roku rozpoczął studia na wydziale agronomicznym Akademii Rolniczej w Omsku. W roku 1921 stworzył pierwszą znaczącą kompozycję – Scherzo na wielką orkiestrę. W latach 1921–1923 studiował w szkole muzycznej w Omsku. W wieku 20 lat pojechał do Moskwy, aby przedstawić swoje kompozycje Reinholdowi Glière i Nikołajowi Miaskowskiemu. Ukończył Konserwatorium Moskiewskie w klasie kompozycji Nikołaja Miaskowskiego.
W roku 1935 został wykładowcą kompozycji w moskiewskiej szkole muzycznej im. Gniesinych. W latach 1942–1948 był rektorem Konserwatorium Moskiewskiego. Wśród jego uczniów byli wybitni kompozytorzy, m.in. Sofija Gubajdulina, Aleksandra Pachmutowa, Edison Denisow.
Był zaprzyjaźniony z Dmitrijem Szostakowiczem, który dedykował mu swój II Kwartet smyczkowy. W roku 1948 stał się celem ataku ze strony zwolenników socrealizmu. 
Odznaczony dwukrotnie Nagrodą Stalinowską I stopnia (w 1943 za Kwartet Słowiański i w 1947 za kantatę Moskwa), a także Orderem Czerwonego Sztandaru Pracy (1944) i Orderem Lenina (1946). W 1947 roku otrzymał tytuł Ludowego Artysty RFSRR.
W roku 1953 miał wylew krwi do mózgu, powtórnie w roku 1959, co spowodowało trudności w mówieniu. Pomimo tego ukończył swoją V symfonię. 
Został pochowany na Cmentarzu Nowodziewiczym w Moskwie.

## Twórczość
Twórczość Szebalina obejmuje opery, symfonie, kwartety smyczkowe oraz muzykę filmową. W roku 1957 skomponował operę Poskromienie złośnicy według Szekspira. Dokończył operę Jarmark soroczyński Modesta Musorgskiego i Pas de deux z baletu Piotra Czajkowskiego Jezioro łabędzie.